# Estadio Ciudad de Río Cuarto Antonio Candini
El estadio Ciudad de Río Cuarto Antonio Candini está ubicado en Avenida España 251 de la Ciudad de Río Cuarto, en la provincia de Córdoba. La Asociación Atlética Estudiantes (que milita en la Primera B Nacional) hace de local en este estadio, que es uno de los más grandes de todo el interior de Córdoba. 
Fue inaugurado en el predio del Mogote el 12 de octubre de 1938, en un partido en el que Estudiantes derrotaría a Argentino de Marcos Juárez por 8 a 1. El 17 de agosto de 1959 se inaugura la primera tribuna de cemento (tribuna oeste), jugando con Newell’s Old Boys, dejando a los espectadores insatisfechos por la poca visibilidad.
El 20 de enero de 1961 se dota al estadio de iluminación artificial (Estudiantes cae 3 a 2 con Chacarita Juniors). En 1966 se construye la tribuna este sobre la Avenida España que en parte es inaugurada el 25 de mayo de 1966 con un partido amistoso ante Independiente de Avellaneda. La gran capacidad del estadio produce una recaudación récord en Río Cuarto. 
El 19 de abril de 1975 se inauguran los nuevos vestuarios bajo la tribuna oeste. Fue sede de los Campeonatos Nacionales de Primera División en 1983, 1984 y 1985, cuando Estudiantes se clasificó para disputar dichos torneos, recibiendo rivales como Boca Juniors, Ferro Carril Oeste, Huracán de Parque Patricios o River Plate.
A principios del año 2010 se inaugura la Popular Sur.